# پهن‌بالان
پهن‌بالان (نام علمی: Eurypteridae) نام یک تیره از راسته کژدم دریایی است.